# Jordan Spieth
Jordan Alexander Spieth (27 de julho de 1993) é um jogador profissional de golfe dos Estados Unidos. Ele foi campeão do Masters de Golfe e do US Open de golfe em 2015.

## Carreira

### Masters de 2015
Em sua vitória no Masters de Augusta, Spieth igualou o recorde Tiger Woods ao conquistar o título com 18 tacadas abaixo do par do campo.

### The Open de 2017
No dia 23 de julho de 2017, Spieth ganhou o The Open Championship no Royal Birkdale, dando-lhe seu terceiro título major. Spieth havia empatado na liderança após uma primeira rodada com 65 tacadas e manteve a liderança isolada após a segunda e terceira rodadas, deixando-lhe três tacadas de Matt Kuchar no último dia. No entanto, essa vantagem foi perdida após três bogeys em seus quatro buracos de abertura da rodada final. Kuchar assumiu a liderança com cinco buracos restantes depois que Spieth mandou sua bola a 100 metros do fairway no buraco 13; Spieth diminuiu os danos fazendo bogey, deixando-o apenas uma tacada atrás de Kuchar. Em um show de bom espírito esportivo, Spieth pediu desculpas a Kuchar pelo atraso de 21 minutos antes de resolver o que faria naquela situação.
Spieth acabou terminando a rodada final com 69 tacadas, sendo três tacadas de vantagem para Kuchar, que também havia feito 69 no dia. ele se tornou apenas o segundo jogador da história, depois que Jack Nicklaus, a ganhar três dos quatro majors de golfe masculinos antes dos 24 anos de idade.

## Títulos

### Torneios Majors (3)
| Ano  | Campeonato            | Resultados            | Margem    | Vice-campeão                     |
| ---- | --------------------- | --------------------- | --------- | -------------------------------- |
| 2015 | Masters de golfe      | −18 (64-66-70-70=270) | 4 tacadas | Phil Mickelson, Justin Rose      |
| 2015 | US Open de golfe      | −5 (68-67-71-69=275)  | 1 tacada  | Dustin Johnson, Louis Oosthuizen |
| 2017 | The Open Championship | −12 (65-69-65-69=268) | 3 tacadas | Matt Kuchar                      |